# Sphenocichla
Sphenocichla es un género de aves paseriformes perteneciente a la familia Timaliidae. Sus miembros son denominados ratinas picocuña y habitan en las montañas de la región indomalaya. Son pájaros rechonchos, de plumaje pardo y patas fuertes. Se caracterizan por su pico, que parece puntiagudo visto lateralmente, pero visto desde arriba o abajo se aprecia que tiene una terminación ancha y roma, como una cuña. Su cola redondeada tiene doce plumas y carecen de cerdas en el lorum.

## Especies
El género contiene dos especies:
- Sphenocichla humei - ratina picocuña occidental;
- Sphenocichla roberti - ratina picocuña oriental.